# Ivana Todorova
Vanja Todorova Kaludova (Búlgaro: Ваня Тодорова Калудова), más conocida como Ivana (Ивана), es una popular cantante femenina búlgara. Se trata sin duda de una de las más prolíficas cantantes de Turbo-folk búlgaro.

## Biografía
Ivana nació el 31 de enero de 1969 en la ciudad de Ajtos como Vanja Todorova Kaludova. Durante su vida académica, se matriculó en la facultad de económicas de la ciudad de Svištov, graduándose con facilidad, y más tarde, estuvo estudiando en la universidad pública de Burgas durante un curso. Un año después, se decidió a abandonar la carrera que estaba estudiando en dicha ciudad.
Al mismo tiempo que Vanja estudiaba, su padre, trabajaba con su orquesta en las localidades costeras del Mar negro. Una noche, la cantante de dicha orquesta enfermó gravemente y Vanja tuvo que sustituirla interpretando algunas canciones de folk. En dicha actuación, la futura cantante mostró su talento y habilidades vocales, sorprendiendo por su versatilidad y su capacidad interpretativa en el escenario. En otras palabras, la actuación fue perfecta, por lo que los miembros de la orquesta le ofrecieron cantar durante sus giras veraniegas. Ella solo contaba con 14 años cuando comenzó a cantar.
Vanja con el tiempo descubrió que le encantaba subirse a los escenarios, por lo cual tras su etapa orquestal, decidió formar el grupo PRIMA+, compuesto por ella misma, Stojan Radojnov y Rumen Radojnov. El grupo fue invitado para actuar en el hotel de lujo Prikazkite y fue en ese momento cuando Mitko Dimitrov, propietario de la prestigiosa discográfica Payner Music se fijó en ella. El empresario decidió ofrecer a Vanja un contrato que ella aceptó y finalmente, Vanja Todorova paso a llamarse Ivana como nombre artístico.
Desde el momento en el que Ivana firmó el contrato con Payner, sus primeros singles fueron apareciendo poco a poco. El primero fue la canción "Idol", que la dio a conocer en la escena musical búlgara. El segundo sencillo fue la canción Darvo bez koren (Un árbol sin raíces), una canción cantada a duo con el vocalista masculino, Kosta Markov, pero no fue hasta el año 2000 cuando apareció su tercer single 100 Patrona, que se convirtió en un auténtico éxito. Finalmente, ese mismo año apareció su primer álbum, que tuvo el mismo nombre que su sencillo más exitoso. En los siguientes nueve años, Ivana se convirtió en uno de los máximos exponentes del Turbo-folk búlgaro llegando a ser comparada con Glorija o Kamelija. Su popularidad ha llegado a ser tan grande que se la ha etiquetado como "la voz del pueblo", no solo por ser querida por muchos búlgaros, sino por sus manera campechana y espontánea de comunicarse con sus seguidores.
En el 2001, la cantante publicó un álbum en directo, y un año después, publica, su segundo disco de estudio titulado "Miriše na ljubov". Durante su trayectoria, además la cantante ha combinado su faceta como cantante de Pop-folk, con la música tradicional, estilo con el cual publicó su tercer álbum de estudio en el 2003.
En el año 2004, la cantante publicó una canción muy popular llamada "Kato na 17", una versión en búlgaro de la canción, "Moj živote dal si živ", originalmente interpretada por la cantante serbia Indira Radić, con la cual se embarcaría en una gira por toda Bulgaria. Esa canción fue incluida más tarde en el álbum "Njama Spirane", publicado a finales de ese año. Aquel mismo año, destacó por participar en la gira de Planeta Payner, en la que compartió escenario con muchos de los cantantes de su discográfica.
Hasta la actualidad, la cantante ha continuado con su exitosa carrera musical, publicando más discos, aunque en los últimos años ha ido aminorando su actividad, pese a lo cual, sigue siendo una cantante muy amada en Bulgaria.

## Giras
Ivana y la cantante serbia Indira Radić emprendieron una gira durante el año 2005 cantando sus canciones antiguas y más modernas tanto en solitario como a duo. Ese mismo año además participó en la gira nacional de la televisión Planeta y Payner music junto con artistas como Marija Panajotova y Kamelija.
En el año 2008, también emprendió una gira mundial actuando en las ciudades: Atlantic city, Nueva York, Atlanta, Las Vegas, Tampa, Chicago y Washington. (En la subcultura Turbo-folk una gira mundial significa actuar en locales regentados por Búlgaros, serbios o balcánicos en ciudades donde hay una gran comunidad búlgara).

## Galardones
- 2000 - Debut del año - Premios Nov folk
- 2001 - Mejor solista femenina - Premios Nov folk
- 2002 - Mejor directo - Premios Nov folk
- 2003 - mejor directo - Premios Nov folk
- 2003 - Canción del año - Premios Nov folk
- 2003 - Mejor solista femenina - Premios Planeta TV
- 2004 - Mejor videoclip (Nešto netipično (Algo atípico)) - PremiosPlaneta TV
- 2004 - Canción del año - Premios Planeta TV
- 2004 - Mejor solista femenina - Premios Nov folk
- 2004 - Mejor solista femenina - Premios Planeta TV
- 2005 - Cantante del año - Premios de la revista Bljasâk
- 2005 - Mejor directo - Premios Nov folk
- 2005 - Álbum del año(Няма спиране(Non-stop)) - Premios Planeta TV
- 2005 - Mejor solista femenina - Premios Nov folk
- 2005 - Mejor solista femenina - Premios Planeta TV
- 2006 - Mejor solista femenina - Premios Nov folk
- 2006 - Mejor solista femenina - PremiosPlaneta TV
- 2007 - Cantante más amada - BG Music Awards
- 2007 - Álbum del año(Doza Ljubov(Dosis de amor)) - Premios Planeta TV
- 2007 - Superstar (Un premio especial para la mejor artista en cinco años) - Premios Planeta TV
- 2008 - Álbum del año(Празник всеки ден(Every day is a holiday)) - Premios Planeta TV

## Discografía

### Álbumes de estudio
- 2000: 100 Patrona (100 cartuchos)
- 2001: Live
- 2002: Miriše na ljubov (Huele a amor)
- 2003: Bez granici (Sin límites)
- 2004: Njama Spirane (Sin parada)
- 2005: Doza ljubov (Dosis de amor)
- 2006: Praznik vseki den (Vacaciones todos los días)
- 2008: Bljasâk v očite (Un guiño de ojos)
- 2012: Objasnenija ne davam (No doy explicaciones)
- 2015: Ne davam da se davame (No me rindo)
- 2019: Sâštata i ne sâvsem (La misma y no del todo)

### Recopilatorios
- 2006: Single best collection[10]
- 2007: MP3 hits collection
- 2010: Sto godini ljubov i... pak ljubov (diez años de amor y...más amor)[11]

### DVD
- 2003: Bez granici
- 2005: Best video selection I
- 2005: Zvezdi na scenata (concierto con Indira Radić)
- 2007: Best video selection II